# Aripi de zăpadă (film)
Aripi de zăpadă este un film românesc din 1985 regizat de Adrian Petringenaru. Rolurile principale au fost interpretate de actorii Angela Ioan, Dan Dobre, Rodica Popescu-Bitănescu și Radu Panamarenco. A avut premiera la 30 septembrie 1985.
Scenariul filmului se bazează pe seria de romane omonime de Constantin Chiriță. Majoritatea copiilor actori din filmul Cireșarii (1984) își reiau aici vechile roluri. Filmările exterioare au avut loc în mare parte în stațiunea Poiana Brașov. Acțiunea acestui film este continuată în Cetatea ascunsă (1987). 

## Rezumat
Elevii pionieri din echipa „cireșarilor” călătoresc în vacanța de iarnă la Poiana Brașov pentru a participa la un concurs de schi organizat în cadrul competiției plurisportive „Daciada”. Echipa „cireșarilor” se confruntă acolo cu două echipe rivale: echipa galbenă și echipa azurie și, în ciuda comportamentului nesportiv al rivalilor, reușește să câștige concursul. După încheierea concursului, „cireșarii” pornesc într-o expediție către Cabana Izvorul Cerbului pentru a întâlni acolo o veche prietenă, Oana, și a încerca să descopere împreună ruinele unei vechi cetăți din vremea lui Vlad Țepeș, care s-ar afla, potrivit legendei, în zona din jurul Pietrelor Voievodului.
În timpul drumului izbucnește pe munte o furtună puternică, în care mai sunt prinși doi turiști. Unul dintre ei alunecă într-o prăpastie și se accidentează, dar „cireșarii” reușesc să-l salveze. Copiii își continuă drumul spre cabană și ajung în apropierea ei chiar în momentul când furtuna se întețește și echipele Salvamontului sunt nevoite să se retragă la adăpost.

## Distribuție
- Angela Ioan — profesoara Cornelia, instructoarea de schi a echipei cireșarilor
- Dan Dobre — deltaplanistul, care a fost anterior campion național la slalom în trei ani la rând
- Rodica Popescu-Bitănescu — Elvira, turistă aflată în concediu, soția accidentatului
- Radu Panamarenco — taica Mihai, bucătarul Hotelului Teleferic de la Poiana Brașov
- Răzvan Baciu — pionierul Tic, fratele mai mic al Mariei, membru al echipei cireșarilor
- Alina Croitoru — pioniera Lucia Istrate, membră a echipei cireșarilor
- Alina Dumitrescu — pioniera Maria Florescu, membră a echipei cireșarilor
- Robert Enescu — pionierul Ionel Enescu, membru al echipei cireșarilor
- Andrei Guran — pionierul Teodor Teodoru poreclit „Ursu”, membru al echipei cireșarilor
- Horațiu Medveșan — pionierul Victor Medveșan, membru al echipei cireșarilor
- Alexandru Rotaru — pionierul Dan Rotaru, membru al echipei cireșarilor
- Alexandra Duca — pioniera Ileana, membră a echipei azurii, fata trimisă să afle informații despre rivali
- Mihai Mitoșeru — pionierul Dragoș, membru al echipei galbene
- Horațiu Cristea — pionierul Bogdan, membru al echipei azurii
- Tudor Brana — pionierul Alexandru, șeful echipei azurii
- Cristian Ivan — pionierul Costin, șeful echipei galbene
- Bogdan Olariu — pionierul Tiberiu, membru al echipei galbene, băiatul trimis să afle informații despre rivali
- Runa Petringenaru — pioniera Oana, fiica unui alpinist cazat la cabana Izvorul Cerbului, prietena cireșarilor
- Mihai Alexandru
- Reka Darnorzi (menționată Darnorzi Reka)
- Miron Murea
- Markus Hamzea (menționat Hamzea Markus)
- Mihai Oroveanu
- Ingo Konradt (menționată Konradt Ingo)
- Eugen Moga
- Bogdan Cristescu
- Sorin Antohi
- Horia Țigănuș
- Vasile Atomii
- Dumitru Aron

## Primire
Filmul a fost vizionat de 1.408.583 de spectatori la cinematografele din România, după cum atestă o situație a numărului de spectatori înregistrat de filmele românești de la data premierei și până la data de 31 decembrie 2014 alcătuită de Centrul Național al Cinematografiei.